# لئونارد سیفلیت
لئونارد جورج (لن) سیفلیت (به انگلیسی: Leonard George (Len) Siffleet)، (زادهٔ ۱۴ ژانویه ۱۹۱۶ – درگذشتهٔ ۲۴ اکتبر ۱۹۴۳)، یک کماندوی استرالیایی در جنگ جهانی دوم بود.
او در ۱۹۴۱ به نیروی دوم سلطنتی استرالیا پیوست و در ۱۹۴۳ به درجه گروهبانی رسید. او در طی مأموریتی در پاپوآ گینه نو به همراه دو اندونزیایی به دست پارتیزان‌های قبیله‌ای منطقه دستگیر شد و به ژاپنی‌ها تحویل داده شد. هر سه مورد بازجویی قرار گرفتند و پس از شکنجه سر آنها را بریدند. ژاپنی‌ها عکسی از او پیش از اعدام گرفتند که بسیار مشهور شد. تا مدت‌ها تصویر اعدام او را با بیل نیوتن اشتباه می‌گرفتند که خلبانی بریتانیایی بود که در پاپوآ گینه نو به سرنوشتی مشابه سیفلیت دچار شد و پس از اسارت گردن زده شد.

## مرگ

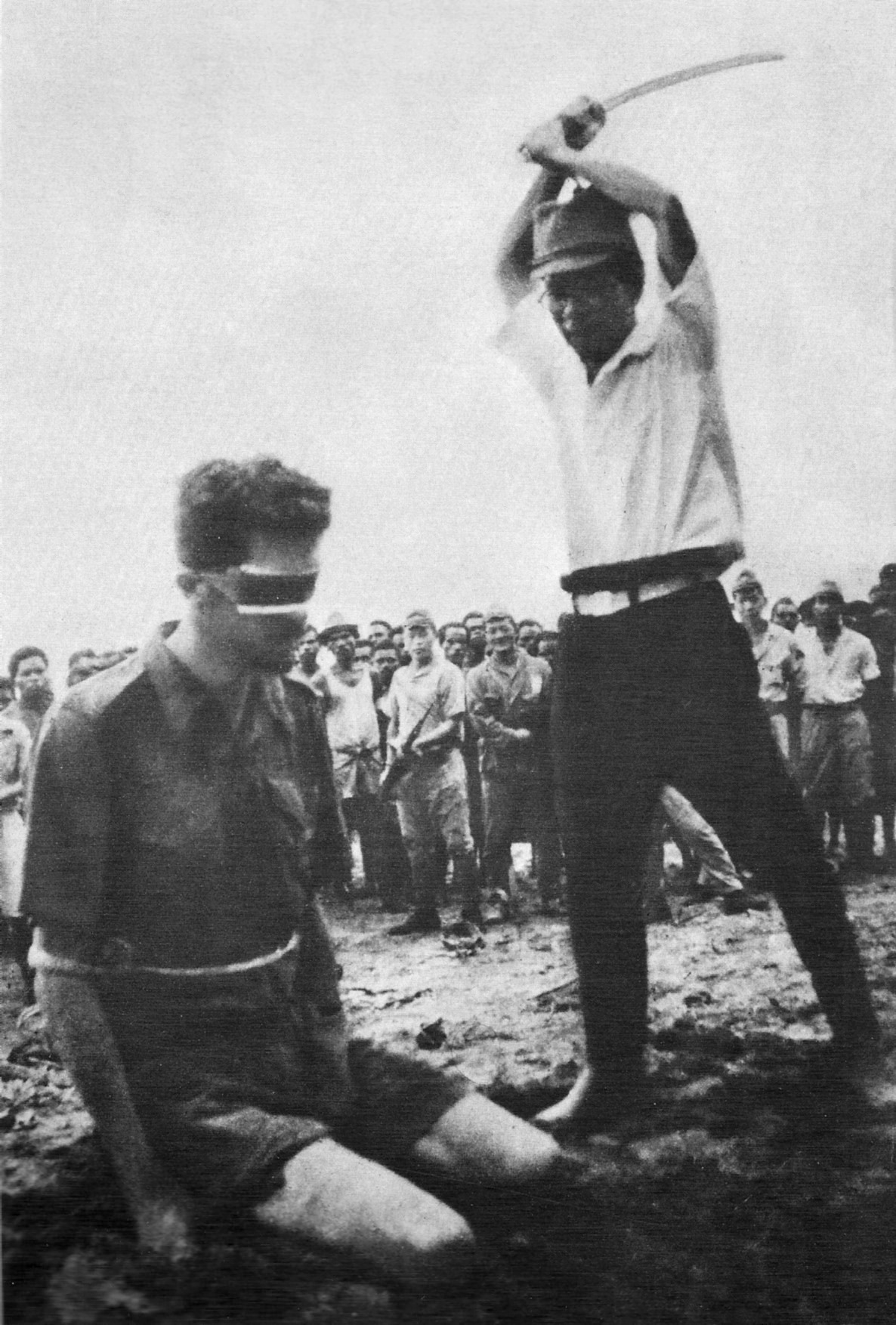
گروهبان سیفلیت در لحظاتی پیش از اعدام، ۱۹۴۳.

او و دو تن از همراهانش در جریان مأموریتی به سوی مرزهای منطقه هلند در حال حرکت بودند که در نزدیکی آئیتاپه با مردمان بومی برخورد کردند و پس از درگیری کوتاهی دستگیر شدند و به نیروهای ژاپنی تحویل داده شدند. بازجویی و شکنجهٔ آنها در حدود دو هفته طول کشید و پس از آن در ۲۴ اکتبر ۱۹۴۳ به ساحل آئیتاپه برده شدند و به دستور جانشین آدمیرال نیروی دریایی امپراتوری ژاپن، میچیاکی کامادا، با شمشیر گردن زده شدند. یاسونو چیکائو افسری بود که گردن آنها را زد و از سربازی خواست از عمل وی عکس بگیرد. سرنوشت چیکائو مشخص نیست و برخی از مرگ او پیش از پایان جنگ و برخی از اسارت او خبر می‌دهند.

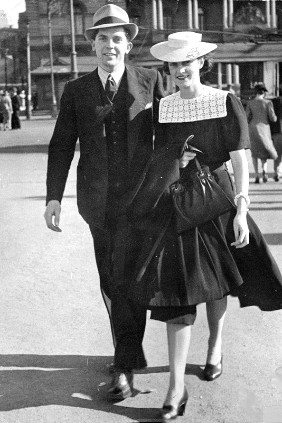
سیفلیت و نامزدش کلاریس لین، ۱۹۴۱.

نیروهای آمریکایی در آوریل ۱۹۴۴، تصویر اعدام سیفلیت را در جیب یک سرگرد ژاپنی کشته‌شده پیدا کردند. این تصویر در روزنامه‌های استرالیایی و مجله لایف چاپ شد، اما تصور می‌شد که تصویر بیل نیوتن، خلبان بریتانیایی است که به دست ژاپنی‌ها اسیر و گردن زده شد. در سال ۱۹۴۵ هویت فرد تصویر را کشف کردند و فهمیدند که لئونارد سیفلیت است.